# Jacques Simakis
 (janvier 2017).
Si vous disposez d'ouvrages ou d'articles de référence ou si vous connaissez des sites web de qualité traitant du thème abordé ici, merci de compléter l'article en donnant les références utiles à sa vérifiabilité et en les liant à la section « Notes et références ».
Jacques Simakis, né le 31 mars 1919 et mort le 22 septembre 2006, est l'une des figures[réf. nécessaire] du syndicalisme dit « jaune » ou « indépendant ».

## Biographie
Constantin dit Jacques Simakis, commença son parcours public comme secrétaire confédéral (1952-57) puis secrétaire général (1957-1959) de la Confédération française des syndicats indépendants et l'acheva comme responsable du Syndicat national indépendant des gardiens d'immeubles et concierges (SNIGIC-UFT) ainsi que d'une petite confédération syndicale, l'Union française du travail, issue d'une scission de la Confédération française du travail (CFT) qu'il avait dirigée après la CFSI. Il milite en particulier chez Citroën et Simca Chrysler.
Il fut successivement proche puis adversaire du Service d'action civique.

## Décorations
Croix du combattant volontaire de la Résistance